# حسینیه منصور
بنای حسینیه منصور مربوط به دوره قاجار است و در آوج، داخل شهر واقع شده و این اثر در تاریخ ۲۵ اسفند ۱۳۸۰ با شمارهٔ ثبت ۵۴۸۵ به‌عنوان یکی از آثار ملی ایران به ثبت رسیده است.